# Schlussstrichdebatte

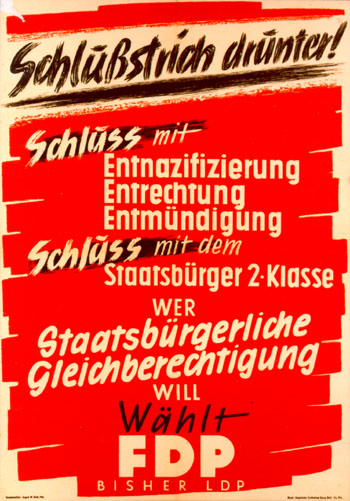
Wahlplakat der FDP zur Bundestagswahl 1949 mit der Forderung nach Beendigung der Entnazifizierung

Schlussstrichdebatte (vgl. die Redewendung „einen Schlussstrich ziehen“) bezeichnet die Diskussion um die Beendigung einer in der Regel sehr kontroversen Auseinandersetzung über ein dauerhaftes Streitthema. Zumeist ist damit die NS-Vergangenheit gemeint, von der die Befürworter eines Schlussstrichs meinen, sie dürfe die übrige deutsche Geschichte nicht überschatten und für die sie keine Verantwortung mehr übernehmen wollen.
Der Begriff wird auch als politisches Schlagwort verwendet.

## Ein Schlussstrich unter die NS-Vergangenheit?
Bereits kurz nach Ende des Zweiten Weltkrieges wurde in der deutschen Bevölkerung die Entnazifizierung als ungerecht empfunden. Es kam in weiten Kreisen der Wunsch auf, anstelle einer weitergehenden Vergangenheitsbewältigung einen „Schlussstrich“ unter die NS-Vergangenheit zu ziehen. Das erste Mal lässt sich diese Forderung im Zusammenhang mit den Nürnberger Nachfolgeprozessen auf, bei denen von 1946 bis 1949 185 Personen angeklagt wurden. Darunter waren Ärzte, die an Krankenmorden in der Zeit des Nationalsozialismus beteiligt gewesen waren, NS-nahe Juristen, hohe Wehrmachtsoffiziere, ehemalige Angehörige des SS-Wirtschafts-Verwaltungshauptamtes, des SS-Rasse- und Siedlungshauptamtes der Einsatzgruppen sowie Industrielle.
In der bundesdeutschen Justiz herrschte in den 1950er Jahren, wie der Historiker Markus Materna konstatiert, eine „absolute Schlussstrichmentalität“ vor: In den Beurteilungen von Justizverantwortlichen wurde die NS-Zeit regelmäßig ausgespart, was an der personellen Kontinuität der Richter und Staatsanwälte in der frühen Bundesrepublik lag. Zu Beginn war wenigstens teilweise das Bewusstsein für die Belastungen aus der NS-Zeit vorhanden gewesen, doch ebbte dies gegen Mitte des Jahrzehnts immer weiter ab. Der Wunsch nach einem Schlussstrich wurde 1957 durchkreuzt durch die „Blutrichterkampagne“, mit der die DDR die westdeutsche Justiz ab 1957 zu delegitimieren suchte. Sie setzte die Justiz unter Handlungsdruck, was die Prüfung vorhandener Unterlagen bei der Wiedereinstellung belasteter Beamter und Richter gemäß Art. 131 GG und bei Beförderungen betraf. In Bayern wurden daraufhin alle Urteile der Sondergerichte und des Volksgerichtshofes daraufhin überprüft, ob sie „exzessive“ Urteil gefällt hätten. Insgesamt vierzehn Juristen wurden aus dem Staatsdienst entfernt. In der Haushaltsdebatte im Februar 1963 erklärte Justizminister Hans Ehard (CSU), nun könne es allenfalls noch Einzelfälle geben. Der damit intendierte endgültige Schlussstrich misslang, da die SPD-Opposition, später auch unzufriedene Bürger immer wieder weitere belastete Richter namhaft machten.
Als 1965 die bevorstehende Verjährung für Mord zu zahlreichen Ermittlungsverfahren und Prozessen führte, wurden in der deutschen Öffentlichkeit wiederum verbreitet Rufe nach einem Schlussstrich unter die Vergangenheit laut. In der deutschen Justiz, wo viele Menschen ihre Karrieren über den Zusammenbruch des NS-Regimes hinaus hatten fortsetzen können, stießen diese Forderungen auf verbreitete Sympathie.
1973 forderte der neurechte Publizist Armin Mohler explizit einen „Schlußstrich unter die Vergangenheitsbewältigung“, von der er behauptete, sie würde von den Siegermächten benutzt, um zu verhindern, dass Deutschland je wieder eine souveräne Großmacht würde. Erst wenn die deutschen Konservativen nicht mehr „im Banne von Auschwitz“ befangen seien, könnte die Deutschen wieder „eine normale Nation“ werden.
In den 1980er Jahren wurden Bundeskanzler Helmut Kohl von linksliberaler Seite vorgeworfen, er wolle einen Schlussstrich unter die NS-Vergangenheit ziehen. 1983 hatte er von einer „Gnade der späten Geburt“ gesprochen, 1985 mit dem amerikanischen Präsidenten Ronald Reagan den Soldatenfriedhof Bitburg besucht, wo auch Angehörige der Waffen-SS bestattet worden waren.
1986 äußerte sich der CSU-Politiker Franz Josef Strauß, dessen Redenschreiber Mohler lange war, es sei „höchste Zeit, dass wir aus dem Schatten des 3. Reiches und aus dem Dunstkreis Adolf Hitlers heraustreten und wieder eine normale Nation werden.“
Martin Walser sprach 1998 in seiner Dankesrede zur Verleihung des Friedenspreises des deutschen Buchhandels von der „Routine der Beschuldigung“, „Instrumentalisierung unserer Schande zu gegenwärtigen Zwecken“ und formulierte: „Auschwitz eignet sich nicht dafür, Drohroutine zu werden, jederzeit einsetzbares Einschüchterungsmittel oder Moralkeule oder auch nur Pflichtübung“. Das Wort „Schlussstrich“ verwendete Walser nicht, es wurde jedoch in der anschließenden Debatte häufig mit seiner Rede in Verbindung gebracht.
In einer repräsentativen Umfrage, die das Institut policy matters 2025 im Auftrag der Wochenzeitung Die Zeit erhob, stimmten 55 % der Aussage voll und ganz oder eher zu, die Deutschen sollten einen Schlussstrich unter die Vergangenheit des Nationalsozialismus ziehen. Unter den Anhängern der AfD war die Zustimmung mit 90 % am größten, unter denen von Bündnis 90/Die Grünen mit 20 % am geringsten.
Am 4. April 2025 forderte Bundespräsident Frank-Walter Steinmeier in seiner Laudatio für die Holocaustüberlebende Margot Friedländer, der der Sonderpreis des Westfälischen Friedens verliehen wurde, dazu auf, zu widersprechen, wenn ein Schlussstrich bei der Erinnerung an den Holocaust gefordert werde: „Verantwortung kennt keinen Schlussstrich. Das sehen wir gerade heute, wo die Demokratie so sehr angefochten ist, wie seit achtzig Jahren vielleicht nicht.“

## Weitere Verwendung
In Argentinien wurde 1986, drei Jahre nach dem Ende der Militärdiktatur, das sogenannte „Schlussstrichgesetz“ erlassen.
Ein weiteres Beispiel, bei dem der Begriff Schlussstrichdebatte durch Bürgerrechtler verwendet wird, ist der Streit um eine Vergangenheitsbewältigung der Geschichte der Deutschen Demokratischen Republik. Hierbei werden beispielsweise die juristischen Verfahren zur Begrenzung von persönlichen Vorwürfen an Politiker als „verfrühte Schlussstrichdebatte“ kritisiert.